# Ngũ thông thần
Ngũ thông thần (tiếng Trung: 五通神) là một tín ngưỡng sùng bái linh thiêng thịnh hành tại Trung Hoa trung đại.

## Lịch sử
Ngũ thông thần (五通神) có rất nhiều cách gọi, nhưng kể từ triều Thanh được gọi nhất quán "ngũ thông" do sức ảnh hưởng của Liêu trai chí dị - tác phẩm đề cập nhiều nhất tới tín ngưỡng này.
Theo cứ liệu dân gian và thư tịch, tục thờ ngũ thông có lẽ xuất hiện sớm nhất tại Huy châu từ triều Đường, địa danh này nay đã mất, tương ứng Hấp huyện ở An Huy tỉnh.
Ngũ thông còn được gọi ngũ hiển thần (五顯神), ngũ lang thần (五郎神), ngũ xương thần (五猖神)... nguyên ủy gồm 5 vị xương cuồng thuộc về nam tính, sau đó thường được nghệ nhân dân gian tạc thành một mình năm đầu, tướng mạo rất dữ dằn.
Tuy là ác thần, nhưng ngũ thông được phụng thờ vì sự thần thông. Đàn bà con gái đến kỳ kinh nguyệt thường tới chiêm bái những mong thân thể được khoan khoái nhằm khiến cho việc sinh sản thuận lợi, tương truyền điềm được ứng bằng giấc mộng. Do vậy, tục thờ ngũ thông thần được liệt vào tín ngưỡng bảo trọng việc duy trì nòi giống và hạnh phúc gia đình của người Trung Hoa trung đại.
Điện thờ ngũ thông thần lớn nhất và thường được coi như tụ điểm hành hương là tại Vụ Nguyên huyện. Tương truyền ban sơ đây chỉ là miếu thành hoàng, thờ năm người thổ dân được sắc phong thần khoảng cuối triều Đường, hoàn toàn không can hệ gì tới tông giáo. Nhưng vì dân gian bắt đầu đồn thổi về việc cầu khấn rất linh nghiệm và dễ gặp may, nên tục thờ thành hoàng này chóng biến chuyển thành việc phụng thờ thần linh.
Năm 1109, triều Tống ban mĩ tự Thông (通) cho đền, nên tự bấy mới có tên gọi ngũ thông thần. Tới năm 1174 triều đình lại ban chữ Hiển (顯) nên từ triều Tống tới triều Minh hầu như gọi ngũ hiển. Lối gọi này chỉ bắt đầu vãn khi tác phẩm Liêu trai chí dị xuất hiện và phổ cập dần.
Theo Tống sử, năm 1275 - thời điểm triều Tống tiêu vong, toàn Trung Nguyên có tới 35 đền ngũ thông thần, mà ngôi nào cũng có quy mô từ trung tới lớn, quanh năm nhang khói nghi ngút.
Sau khi chính phủ Cộng hòa Nhân dân Trung Hoa thành lập, các tín ngưỡng phần nhiều dựa trên lời đồn vô căn cứ bị cưỡng bách từ hạn chế tới xóa bỏ dần (bài trừ mê tín dị đoan), cho nên nhìn chung từ văn cách trở đi, tục thờ ngũ thông thần coi như biệt tích tại Hoa lục. Tuy nhiên, tục này lại theo các di dân gây ảnh hưởng tới Đài Loan, Hương Cảng, Ma Cao và Đông Nam Á.

## Văn hóa
Đa số thư tịch đều chép ngũ thông thần thành các giai thoại hoặc sự kiện có tính huyễn tưởng, các tác giả đều tỏ vẻ như chỉ nghe ai nói rồi kể lại chứ không biết đích xác thế nào. Nhưng rõ ràng ngũ thông thần là một hiện tượng văn chương tương đối phổ biến tại Trung Hoa trung đại. Sang đến hiện đại hậu kì, hình tượng này càng làm đề tài vô cùng hấp dẫn cho giới văn nghệ (đặc biệt điện ảnh) khai thác.
- Trứ tác Kim Vân Kiều truyện của tác gia Thanh Tâm Tài Nhân thời mạt Minh có nhắc đến nhân vật Bạch Mi lão thần thường được bọn du đãng và hoa nương thờ ở miền duyên hải Hoa Nam. Sự thờ và cả đối tượng thờ vốn là một dị tục của tín ngưỡng ngũ thông.
- Tác phẩm Tang thương ngẫu lục của đôi tác giả Phạm Đình Hổ và Nguyễn Án thời sơ Nguyễn có kể một số giai thoại về dâm thần cưỡng gian đàn bà hoặc bị đạo sĩ và học trò trừng trị. Trứ tác Thánh Tông di thảo ra đời sau đó nửa thế kỷ cũng nối tiếp mạch truyện về những dâm thần (hay ôn dịch thần) chuyên hại người lành rồi bị tiễu trừ.
- Trong chùm hí họa Bang Bạnh - Xã Xệ - Lý Toét, nguyên khi bà mẹ nhân vật Bang Bạnh trở dạ, bỗng mộng thấy thần nhân cho cái thang gãy, thế là chửa ra y.
- Loạt phim Liêu trai diễm đàm dài 7 phần, xuất phẩm từ 1990 tới đầu thập niên 2010 tại Hương Cảng, lấy ngũ thông thần làm nhân vật xuyên suốt, thường hóa thành thường dân để thông dâm với bọn hồ ly tinh hòng cướp linh khí của chúng.

|  |  |  |  |  |  |  |

| “                                         | Núi Đông Liệt đứng trên bờ đầm. Trên đỉnh có một chỗ thủng lớn, tương truyền là vết cũ sao sa, rộng đến hơn một mẫu, nước khi dày khi cạn. Trong núi lại có bàn cờ đá, cạnh đó có dấu bàn chân to hơn người thường. Có người con gái giẫm phải đấy, bụng thấy cảm động mà có mang, sinh ra một đứa con gái. Đứa bé lọt lòng đã biết nói, quá khứ tương lai đều biết. Tiếng đồn lan đến triều đình, bèn vời vào kinh, hỏi việc quỷ thần đều trả lời ngay được. Thấy là quái dị, triều đình đành cho về. Được ba tuổi thì đứa ấy chết, người ta cho là tiên nên lập miếu thờ. Nay miếu hãy còn dưới chân núi. | ” |
| — Trích Tang thương ngẫu lục quyển thượng | |   |

| “                                     | Tháng quý hạ năm Mậu Ngọ, hương Kim Ngưu huyện Văn Giang, có vợ chồng anh mỗ gánh cỏ nát ra đồng vun khoai. Đến trưa bỗng có ông to lớn hơn một trượng, mặt đỏ như gấc ở trong chùa giữa đồng đi ra, lôi tuột người đàn bà vào đấy. Mỗ vừa chạy vừa kêu, về đến cổng làng thì dân tình túa ra đông lắm, vội vàng kéo nhau ra chùa ấy. Lúc vào chùa đã thấy người đàn bà đứng dựa cột bên gian hữu trước mặt Phật điện, nom mê man như say rượu. Pho tượng già lam thì sắc mặt thốt nhiên biến đổi, trên tay hữu còn phủ cái khăn vuông của người đàn bà. Ai nấy đều cho là lạ, bèn đạp đổ tượng và phá hủy đi. | ” |
| — Trích Tang thương ngẫu lục quyển hạ | |   |

### Tư liệu
- Thông tin Bách Độ Bách Khoa
- 旧时的“五通”与“五路财神”信仰
- “淫神”与“财神”的集合体——五通神及其神格的转变之史